# Källshagens sjukhus
Källshagens sjukhus var ett mentalsjukhus i centrala Vänersborg som öppnades den 1 juli 1930 och hade 850 platser. Det lades senare administrativt samman med Restads sjukhus, grundat 1901 som låg omkring 3 kilometer utanför Vänersborgs stad. Källshagens sjukhus var förlagt till det 1927 nedlagda Västgöta regementes (I 6) tidigare område. När sjukhuset öppnades benämndes det Källshagens sinnessjukhus  för att 1971 byta namn till Norra klinikerna. Under september och oktober 1982 revs den kasern som låg i vinkel och 1983 bytte sjukhuset namn till Norra sjukhemmet. Genom psykiatrireformen 1988 lades sjukhusverksamheten ned och området stod sedan tomt ett par år. År 1992 hade området renoverats till lägenheter, kontor och skola.